# David Ben-Gurion
David Ben-Gurion em hebraico:  דָּוִד בֶּן גּוּרִיּוֹן, (Płońsk, 16 de outubro de 1886 – Ramat Gan, 1 de dezembro de 1973) foi um político israelense judeu-polaco que serviu como o primeiro chefe de governo de Israel. Ben-Gurion foi um líder do movimento do Sionismo socialista e um dos fundadores do Mapai, um partido social-democrata sionista trabalhista, que esteve no poder em Israel ao longo das primeiras duas décadas da existência do Estado.

## Início de sua vida

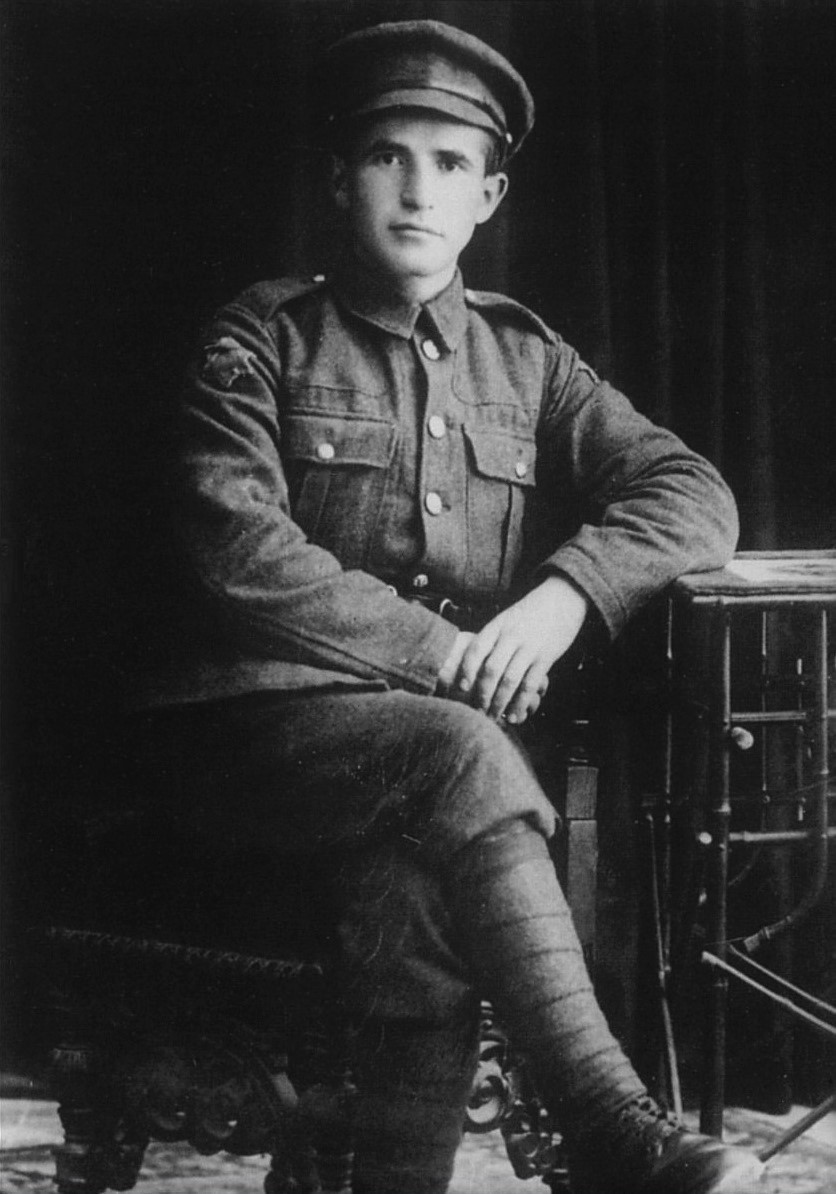
Ben-Gurion em seu uniforme da Legião Judaica em 1918.

Ben-Gurion nasceu com o nome de David Grün na Polónia, que era então parte do Império Russo. Seu pai, Avigdor Grün, foi um advogado e um líder no movimento Hovevei Zion. Sua mãe, Scheindel, morreu quando ele tinha 11 anos. Quando estudava na Universidade de Varsóvia, ingressou no movimento marxista Poale Zion, em 1904. Foi preso duas vezes durante a Revolução Russa de 1905. Chocado pelos pogrons e o antissemitismo exacerbado que atormentava a vida judaica no Leste Europeu, tornou-se um apaixonado sionista e socialista e imigrou à Palestina em 1906, à época sob o controle do Império Otomano. Ali tornou-se um importante líder da Poale Zion junto com Yitzhak Ben-Zvi.
Na Palestina, trabalhou pela primeira vez na agricultura, na colheita de laranja. Em 1909, passou a participar da Hashomer, uma força de voluntários que ajudavam a proteger as comunidades judaicas agrícolas isoladas. Em 7 de novembro de 1911, Ben Gurion chegou a Tessalônica, a fim de aprender turco para os seus estudos de Direito. A cidade, que tinha uma grande comunidade judaica, impressionou Ben Gurion, que a chamou de "uma cidade judaica sem igual no mundo". Também percebeu ali que "os judeus eram capazes de todos os tipos de trabalho", desde ricos empresários a comerciantes, artesãos e porteiros.
Também trabalhou como jornalista, adotando o nome hebraico Ben-Gurion, quando iniciou a sua carreira política. Em 1915 ele e Ben-Zvi foram expulsos da Palestina, então sob o domínio do Império Otomano, para o Egito devido a suas atividades políticas.
Passando a viver em Nova Iorque em 1915, conheceu sua futura mulher, Paula Munweis [en], nascida na Rússia. Casaram-se em 1917 e tiveram três filhos. Após a Primeira Guerra Mundial, a família regressou à Palestina, então sob controle da Grã-Bretanha.

## Liderança sionista
Ben-Gurion foi um dos líderes políticos do movimento do Sionismo Trabalhista durante os quinze anos anteriores à criação do Estado de Israel, com esta corrente político-ideológica se tornado a tendência dominante dentro da Organização Sionista Mundial. Como um dos seus principais pensadores, ele combinou o idealismo com um sentido prático oportunista.

Em 1938, num encontro com sionistas trabalhistas da Grã-Bretanha, Ben-Gurion afirmou: 
"Se eu soubesse que seria possível salvar todas as crianças da Alemanha ao trazê-las para a Inglaterra ou apenas metade ao transportá-las para a Terra de Israel, então eu optaria pela segunda alternativa. Pois temos que tomar em consideração não apenas as vidas destas crianças mas também a história do povo de Israel."
Ben-Gurion encorajou os judeus a associarem-se ao exército britânico e ao mesmo tempo ajudou a orquestrar a imigração ilegal de milhares de refugiados judeus europeus para a Palestina, no período em que os britânicos tentavam bloquear a imigração judaica para a Palestina.
Ele é também considerado o arquiteto da Yishuv, que criou um proto-estado judaico dentro da Palestina britânica e da Haganá, a força paramilitar do movimento trabalhista sionista, que facilitava a imigração clandestina, defendia os kibbutzin e outros aglomerados judaicos contra os ataques árabes, além de promover ataques a tropas britânicas e a civis árabes. O Haganá foi a espinha dorsal do Mossad e das futuras Forças de Defesa de Israel.
A incapacidade britânica em fazer frente aos ataques terroristas de grupos judeus, fator somado a liderança política e paramilitar de Ben Gurion, forçou os britânicos a conceder aos judeus um estado na Palestina, ao terminarem o Mandato da Liga das Nações. Isto se deu com base na Resolução 181 das Nações Unidas, referente ao Plano de Partição do território, para constituição de um estado judeu e um estado árabe.
Durante o período pré-estado na Palestina, Ben-Gurion foi um dos principais representantes políticos judaicos e tornou-se conhecido como um moderado. Os britânicos negociavam frequentemente com o Haganá por vezes para mandar prender grupos mais radicais envolvidos na resistência contra os britânicos.
Ben-Gurion era um forte oponente do movimento do Sionismo Revisionista liderado por Zeev Jabotinsky e o seu sucessor Menachem Begin.
Ele também esteve envolvido em violência ocasional de resistência durante o curto período de tempo em que a sua organização cooperou com o Irgun de Menachem Begin. No entanto, durante as primeiras semanas da independência de Israel, decidiu desmantelar todos os grupos de resistência e substituí-los por um exército oficial. Com esse propósito, Ben-Gurion deu a ordem de abrir fogo e afundar um navio chamado Altalena [en], que transportava munição para o grupo de resistência Irgun (também chamado de Etzel). Esta ordem permanece controversa até hoje.

## No cargo de primeiro-ministro

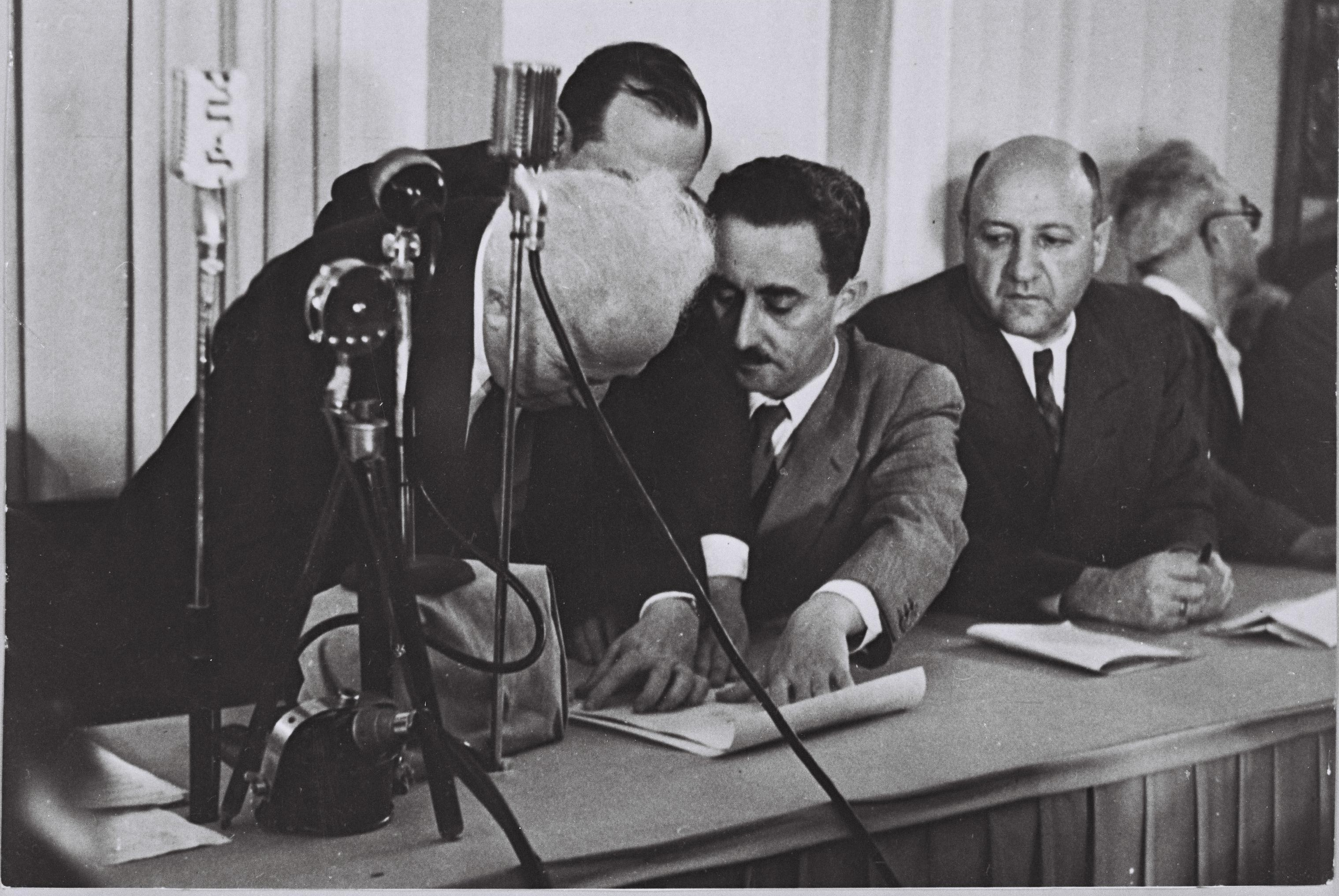
Ben-Gurion assinando a Declaração de Independência do Estado de Israel.

Ben-Gurion foi o líder de Israel durante a Guerra da Independência de Israel e tornou-se primeiro-ministro de Israel em 25 de janeiro de 1948, um cargo que ocuparia até junho 1963, com a interrupção de 1953 – fevereiro 1955.
Em 1953, Ben-Gurion anunciou a sua intenção de se retirar do governo e instalar-se no kibutz Sde-Boker, no deserto do Negueve. Não deixando inteiramente os seus afazeres governamentais, ele residiu ali em 1954.
De regresso ao governo, Ben Gurion colaborou com os britânicos e os franceses no plano da Guerra do Sinai de 1956, durante a qual Israel atacou a Península do Sinai em retaliação pelos raides do Egito, dando desta forma um pretexto às forças britânicas e francesas para intervir e assegurar o controle do Canal de Suez após o presidente do Egito Gamal Abdel Nasser ter anunciado a sua nacionalização. A intervenção dos Estados Unidos e das Nações Unidas forçou os britânicos, franceses e israelenses a se retirar.